# Bishop’s Palace (Kirkwall)

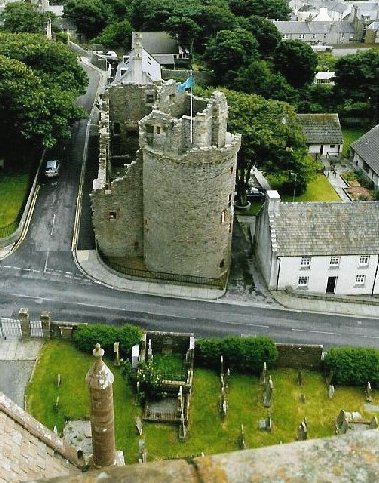
Bishop’s Palace

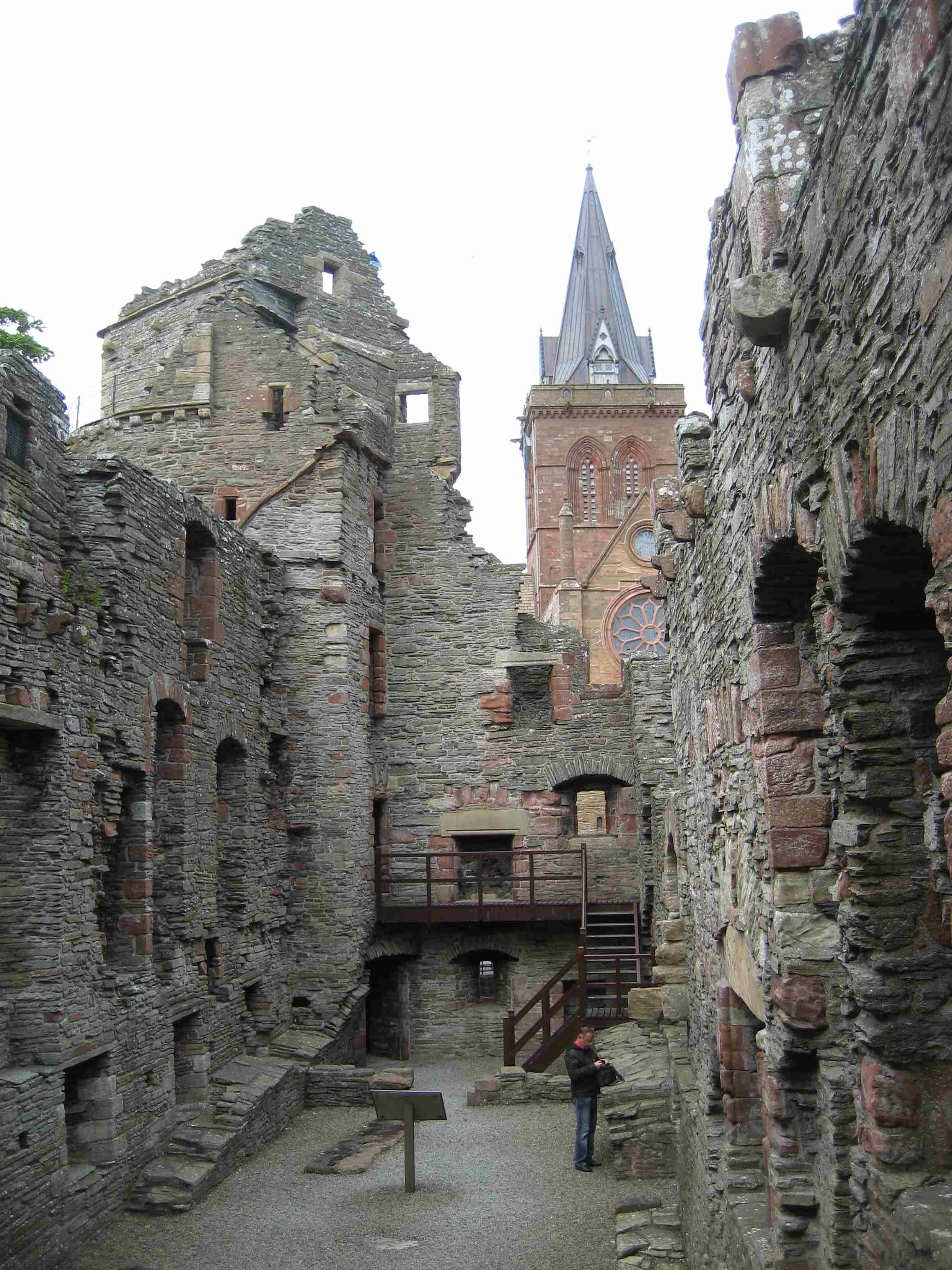
Innenansicht

Bishop’s Palace ist eine Burgruine und ehemalige Bischofsresidenz in der schottischen Stadt Kirkwall auf der Orkneyinsel Mainland. Die Anlage ist als Scheduled Monument klassifiziert. Der Bishop’s Palace liegt im Stadtzentrum von Kirkwall.

## Geschichte
Die Burg wurde gleichzeitig mit der gegenüberliegenden St.-Magnus-Kathedrale als Residenz der Bischöfe von Orkney unter Bischof Wilhelm dem Alten im 12. Jahrhundert erbaut. Nach der Niederlage in der Schlacht von Largs im Jahre 1263 verweilte der norwegische König Håkon IV. in der Burg und verstarb dort. Anscheinend wurde Bishop’s Palace in den folgenden Jahrzehnten allenfalls sporadisch genutzt und das Bauwerk verfiel bis 1320 in einen ruinösen Zustand. 1526 gelangte die Ruine kurzzeitig in den Besitz von William Sinclair, 4. Lord Sinclair. König Jakob V. stationierte 1540 Truppen sowohl in Kirkwall Castle als auch in Bishop’s Palace.
Bischof Robert Reid nahm sich der Burg noch im 16. Jahrhundert an. Er ließ die erhaltene Substanz restaurieren, aufstocken und fügte Anbauten hinzu. Ein guter Teil des heute erhaltenen Bauwerks stammt aus dieser Bauphase. Ab 1568 herrschte Robert Stewart, 1. Earl of Orkney über die Inseln und verfügte auch über Bishop’s Palace. Sein Sohn Patrick Stewart, 2. Earl of Orkney errichtete mit dem Earl’s Palace seine Residenz in Nachbarschaft des Bishop’s Palace und plante diesen in das Bauwerk zu integrieren. Auf Grund ungenügender finanzieller Mittel konnte dies nicht mehr in die Tat umgesetzt werden. Patrick Stewart gilt als tyrannischer, im Volk äußerst unbeliebter Herrscher. Nach seiner Anklage wegen Hochverrats im Jahre 1614 versuchte Patricks Bruder Robert eine Rebellion anzuzetteln, in deren Verlauf die Burg belagert wurde. Ob die Beschädigungen des Bauwerks aus dieser Belagerung resultieren, ist nicht eindeutig geklärt. Heute ist der Bishop’s Palace nur noch als Ruine erhalten. Das Gelände wird von Historic Environment Scotland verwaltet.